# Dinsley
Dinsley es una localidad de Trinidad y Tobago, que forma parte de la región de Tunapuna-Piarco.

## Geografía
La localidad abarca parte de la isla Trinidad y limita al norte con Tacarigua y Cane Farm, al sur y este con Dinsley-Trincity y al oeste con Trincity.

## Demografía
Datos demográficos de la localidad de Dinsley:
| Gráfica de evolución demográfica de Dinsley entre 2000 y 2011 |
|                                                               |